# Christofoorkerk
De Christofoorkerk was een parochiekerk in de plaats Sint-Michielsgestel in de Nederlandse provincie Noord-Brabant. Het gebouw was gelegen aan de Rozemarijnlaan 52.

## Geschiedenis
Deze kerk werd in 1962 gebouwd als tweede parochiekerk van Sint-Michielsgestel voor de woonwijk die ten westen van de Dommel verrees. Architect was H.L. Mens. Deze kerk, gebouwd in de stijl van het naoorlogs modernisme, had een plat dak. Opvallend was de losstaande hoge open betonnen klokkentoren. 
In 2000 werd de kerk onttrokken aan de eredienst en vervolgens gesloopt. Op de opengevallen plaats werd in 2005 een appartementencomplex gebouwd.